# Luna nuova (album)
Luna nuova è il quarto album solista di Fabrizio Zanotti, realizzato nel 2018.

## Tracce
Testi e musiche di Fabrizio Zanotti.
1. Una giornata piena – 3:01
2. Konta il greco – 3:31
3. La bestia – 3:30
4. Fuoritempo – 4:24 (testo: Fabrizio Zanotti e Valentina La Barbera)
5. Il Goleador – 4:39 (testo: Fabrizio Zanotti e Valentina La Barbera)
6. Luna nuova – 3:21
7. Autunno – 4:28 (testo: Fabrizio Zanotti e Valentina La Barbera)
8. Se giusto è – 3:22 (testo: Fabrizio Zanotti e Valentina La Barbera)
9. L'industriale (testo: Fabrizio Zanotti e Valentina La Barbera)
10. Oltre il limite – 3:36 (testo: Fabrizio Zanotti e Valentina La Barbera)
11. Rebus (bonus track) – 2:49

## Musicisti
- Fabrizio Zanotti: voce, chitarra acustica, chitarra elettrica, cabasa, kazoo e cori
- Silvano Ganio Mego: basso, contrabbasso
- Anais Drago: violino
- Maurizio Strappazzon: chitarra elettrica, chitarra elettrica, mandolino
- Alain Teodori: batteria
- Andrea Nejrotti: pianoforte, hammond
- Fabrizio Chiapello: percussioni minori

### Altri musicisti
- Paolo Battuello: tromba e Samuele Brocco: trombone nel brano Oltre il limite
- Ella: voce in Autunno
- Anna Pisterzi: cori nei brani Una giornata piena, Luna nuova
- Sara Bufi: cori nei brani Konta il greco, Se giusto è
- Alessandro Romeo: cori nel brano La bestia
- Paolo Romeo: cori nel brano La bestia
- Claudio Cecone: cori nel brano La bestia
- Paolo Battuello: tromba nel brano Oltre il limite
- Samuele Brocco: trombone nel brano Oltre il limite